# کرنینگ

کرنینگ برای نزدیک‌کردن دو حرف A و V به طوری که سریف آن‌ها هم‌پوشانی داشته باشد.

کرنینگ (به انگلیسی: Kerning)  به عملیات تنظیم فاصلهٔ افقی بین حروف در طراحی قلم‌های رایانه‌ای گفته می‌شود. کرنینگ می‌تواند به خوانایی و زیبایی ظاهری خروجی قلم کمک کند. در کرنینگ هدف این است که حروف یک واژه متناسب با شکل ظاهری‌شان چنان فاصله‌ای داشته باشند که از یک طرف مربوط به دو واژهٔ جداگانه به نظر نرسند (فاصله‌شان زیاد نباشد) و از طرف دیگر تشخیص آن‌ها از هم برای چشم دشوار نشود (فاصله خیلی کم نباشد).
در طراحی قلم‌ها در کنار اصطلاح کرنینگ، ترکینگ نیز مطرح می‌شود که اشاره به فاصله‌گذاری عمومی حروف دارد. به عبارت دیگر کرنینگ برای تنظیم فاصلهٔ بین حروف مشخص استفاده می‌شود ولی ترکینگ برای تنظیم فاصلهٔ همهٔ نویسه‌های یک بازه به صورت یک‌دست به کار می‌رود.